# Podróż do Ziemi Świętej z Neapolu
Podróż do Ziemi Świętej z Neapolu – poemat dygresyjny napisany przez Juliusza Słowackiego. Składa się z dziewięciu pieśni (brak drugiej) pisanych sekstyną. Pieśni 1-6 powstały na Wschodzie w latach 1836/1837, natomiast 8. i 9. w roku 1839 w Paryżu. Nieukończony. Grób Agamemnona, stanowiący pieśń 8., ukazał się wraz z fragmentami tragedii Lilla Weneda w Dzienniku Literackim w 1851 i 1856 roku. Jako całość Podróż do Ziemi Świętej została opublikowana w 1. tomie Pism pośmiertnych wydanych we Lwowie w roku 1866. Poemat opiera się na obecnym w tamtej epoce literackiej wzorze podróży romantycznej. Dzięki nadaniu Podróżom charakteru swobodnej rozmowy, narrator stanowi głównego bohatera utworu. Charakter i tematyka zawartych w nim refleksji są bardzo zróżnicowane.